# Ankaraspor Kulübü
Ankaraspor Kulübü je turecký fotbalový klub z tureckého hlavního města Ankary, který byl založen v roce 1978 pod názvem Ankaraspor A.Ş.. Svoje domácí utkání hraje na stadionu Yenikent Asaş s kapacitou 19 626 diváků. Klubové barvy jsou bílá a modrá. V roce 2009 byl klub vyloučen z tureckého nejvyšší soutěže a následně zanikl. Obnoven byl v roce 2011. V roce 2014 byl klub přejmenován na Osmanlıspor, v roce 2020 se přejmenoval zpět na Ankaraspor.
Předchůdce klubu Büyükşehir Belediye Ankaraspor Kulübü měl i oddíly pro jiné sporty než jen kopanou, např. pro box, lední hokej, badminton, basketbal, judo, stolní tenis atd.

## Umístění v jednotlivých sezonách
| Sezóny  | Liga       | Úroveň | Z  | V  | R  | P | VG | OG | +/- | B  | Pozice |
| ------- | ---------- | ------ | -- | -- | -- | - | -- | -- | --- | -- | ------ |
| 2013/14 | TFF 1. Lig | 2      | 36 | 18 | 12 | 6 | 61 | 35 | +26 | 66 | 4.     |
| 2014/15 | TFF 1. Lig | 2      |    |    |    |   |    |    |     |    |        |

## Výsledky v evropských pohárech
| Sezóna | Soutěž          | Kolo    | Soupeř         | Doma | Venku | Celkem |
| ------ | --------------- | ------- | -------------- | ---- | ----- | ------ |
| 2005   | Pohár Intertoto | 2. kolo | FK ZTS Dubnica | 0:4  | 1:0   | 1:4    |

## Čeští hráči v klubu
Seznam českých hráčů, kteří působili v klubu Ankarasporu:
- Adam Petrouš (2006–2007)[2]
- Erich Brabec (2009)[3]
- Václav Procházka (2016–2018)